# Chuva

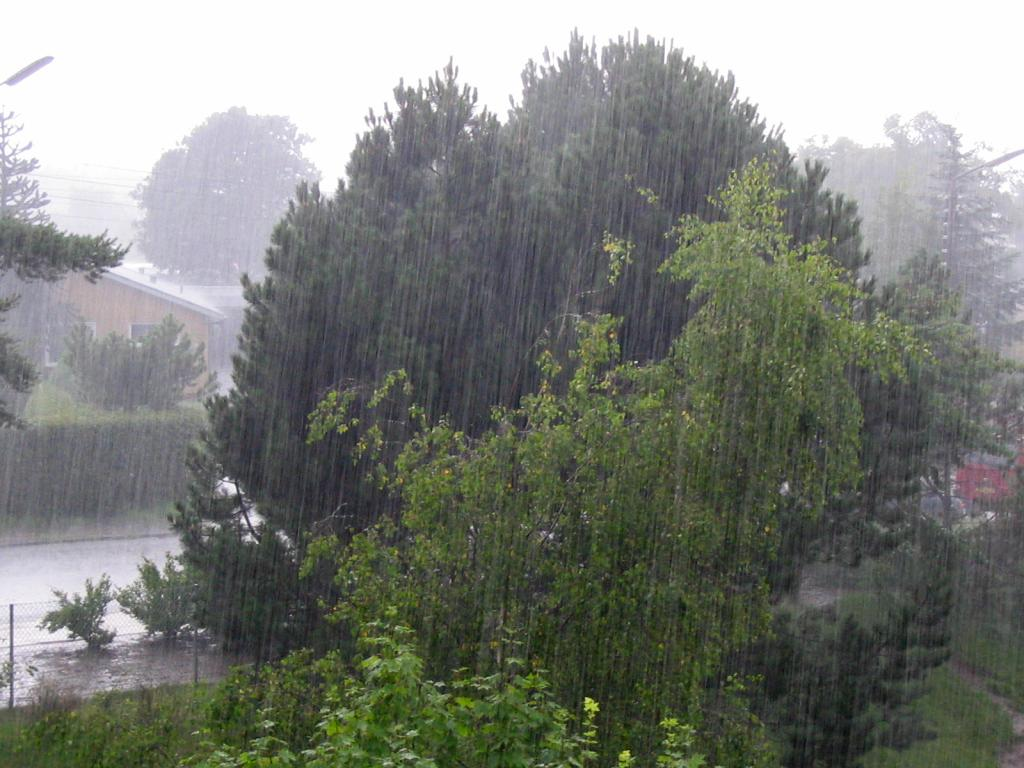
Chuva sobre algumas árvores

Chuva é um fenômeno meteorológico que resulta da precipitação das gotas líquidas ou sólidas da água das nuvens sobre a superfície da Terra.
Durante o fenômeno da precipitação, gotas pequenas crescem por difusão de vapor de água. A seguir, elas podem crescer por captura de gotas menores que se encontram em sua trajetória de queda, ou por outros fenômenos. Quando duas pequenas gotas d'água se unem e com isto formam somente uma gota, que possui dimensões maiores, dizemos que ocorreu um fenômeno denominado coalescência.
Nem toda chuva atinge a superfície: algumas evaporam-se enquanto ainda estão a cair, num fenômeno que recebe o nome de virga e que acontece principalmente em locais ou períodos de ar seco.
A chuva tem papel importante no ciclo hidrológico, e pode alterar a sensação térmica do ambiente.

## Medição da chuva

Precipitação de chuva ao longo dos meses do ano no mundo: as regiões azuis são as regiões com maior precipitação

A medida da precipitação é denominada pluviosidade. Em outras palavras: quando a água das nuvens se aglutina e forma chuva, tem-se o fenômeno da precipitação, e quando se mede a quantidade de água da chuva que, devido à precipitação, acumulou-se em determinado local durante um determinado período de tempo, tem-se a "pluviosidade" ou "medida da precipitação".
No Sistema Internacional de Unidades, a unidade de pluviosidade (ou "unidade de medida de precipitação") é o milímetro (mm). Uma pluviosidade de 1 milímetro equivale ao volume de 1 litro (L) de água de chuva que se acumulou sobre uma superfície de área igual a 1 metro quadrado.
Para constatar que 1 milímetro de pluviosidade é o mesmo que 1 litro por metro quadrado, observe esta demonstração matemática:
Portanto, 1 litro por metro quadrado = 1 milímetro.

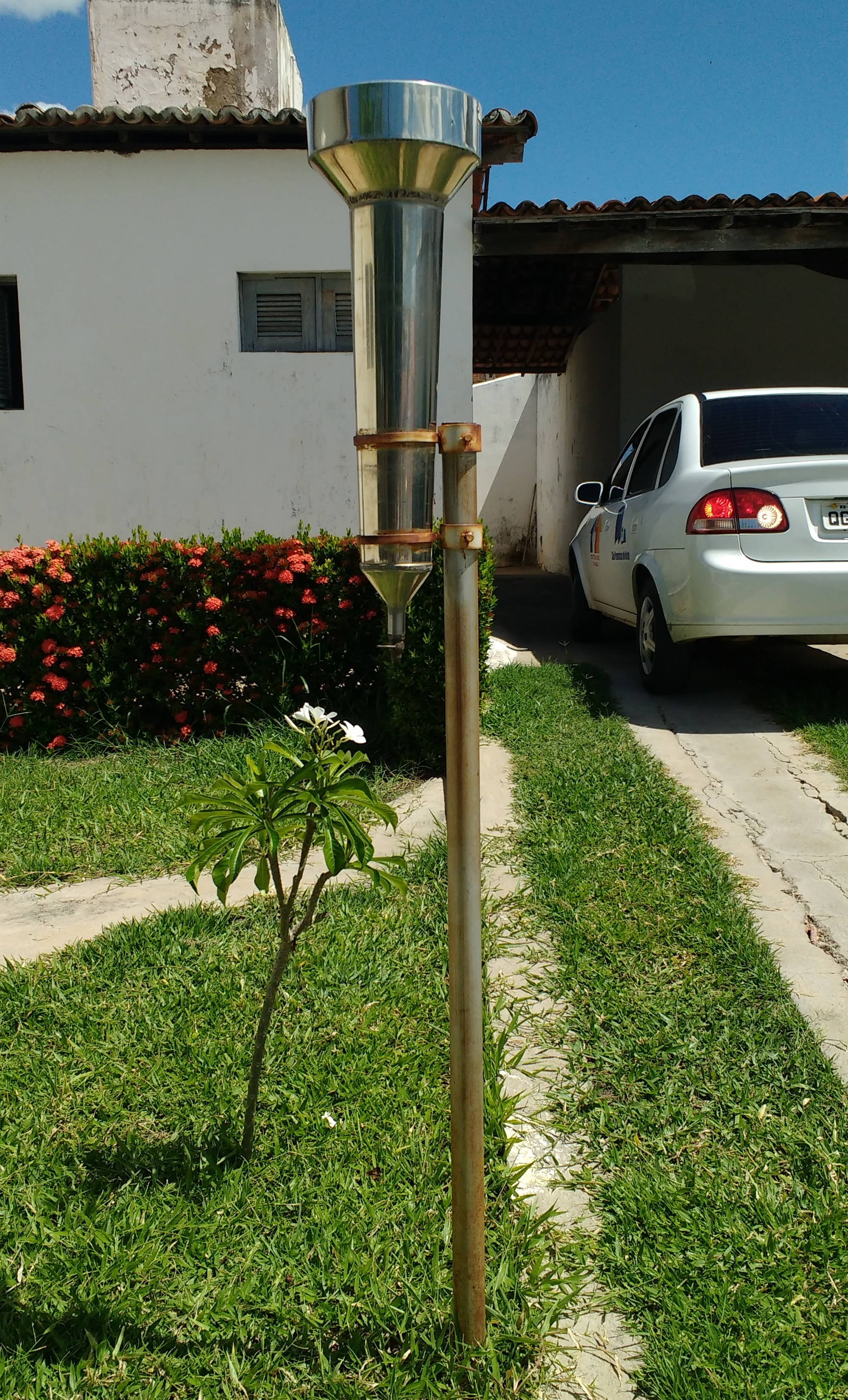
Pluviômetro padrão Ville-de-Paris, padrão francês muito utilizado internacionalmente para medir a chuva

A pluviosidade é, geralmente, medida com um instrumento denominado pluviômetro. O funcionamento do pluviômetro, cujo padrão é o Ville-de-Paris, é bastante simples: a boca de um funil de área conhecida coleta as gotas de chuva e as acumula em um reservatório colocado abaixo do funil; então, a intervalos regulares (1 vez por dia, 4 vezes por dia, etc.), um observador utiliza uma pipeta com escala graduada para coletar uma amostra e medir o volume de água que foi acumulado no período. Por exemplo: ele pode medir e constatar que nas últimas 24 horas caíram 25 milímetros de chuva.
Quando se deseja registrar as variações da pluviosidade em função do tempo utiliza-se um instrumento denominado pluviógrafo, que nada mais é que um pluviômetro dotado de um dispositivo de registro cronológico contínuo. Esses registros cronológicos são feitos em um gráfico denominado pluviograma, no qual a pluviosidade (em milímetros) é indicada em um dos eixos do gráfico e o tempo (em horas) é indicado no outro eixo. Essa "taxa de variação da pluviosidade por unidade de tempo" é dada em milímetros por hora (mm/h).
Como o volume de 1 litro de qualquer substância equivale a 1 decímetro cúbico, e tendo em vista que a densidade da água pura corresponde a 1 quilograma de massa por decímetro cúbico, conclui-se que 1 milímetro de pluviosidade corresponde a aproximadamente 1 kg/m2, ou seja, 1 mm de pluviosidade significa que em cada metro quadrado de área da superfície haverá 1 quilograma de massa de água. Matematicamente:
- Densidade da água: {\displaystyle {\frac {1\ kg}{dm^{3}}}={\frac {1\ kg}{L}}\Rightarrow } Cada litro de água pura possui 1 quilograma de massa. [i]
- Correspondência pluviométrica: {\displaystyle 1\ mm={\frac {1\ L}{m^{2}}}} [ii]
- Fazendo [i] em [ii], temos que: {\displaystyle 1\ mm={\frac {1\ L}{m^{2}}}={\frac {1\ kg}{m^{2}}}}

Portanto, 1 mm = 1 kg/m2
Consequentemente, quando desejamos ler a pluviosidade não em função da altura da coluna de água (em milímetros) mas sim em função da massa de água da chuva que se acumulou em cada metro quadrado da superfície, calculamos a pluviosidade em quilogramas por metro quadrado (kg/m2).
Quando se calcula a taxa de variação dessa massa pluviométrica por unidade de tempo, o valor da taxa é dado em quilogramas por metro quadrado e segundos (massa pluviométrica por unidade de tempo): {\displaystyle {\frac {kg}{m^{2}.s}}}
Uma chuva de 1 mm h−1 corresponde a 2,7778 x 10−7 m s−1 . Note que a unidade (m s−1) é obtida fatorando-se (m3 m−2 s−1). Os hidrometeorologistas utilizam o Sistema Internacional de Unidades ao fazer seus cálculos numéricos. Entretanto, ao apresentarem os resultados obtidos, o fazem utilizando o Sistema de Unidades Auxiliar, como por exemplo, (mm h−1).

## Tipos de chuvas
Há dois tipos básicos de precipitação: estratiformes e convectivas.
As precipitações podem estar associadas a diferentes fenômenos atmosféricos sob diferentes escalas de desenvolvimento temporal e espacial. Por exemplo:
- Chuvas frontais são causadas pelo encontro de uma massa fria (e seca) com outra quente (e úmida), típicas das latitudes médias, como as de inverno no Brasil Meridional que caminham desde o Sul (Argentina) e se dissipam no caminho, podendo, eventualmente, chegar até o estado da Bahia. Por ser mais pesado, o ar frio faz o ar quente subir na atmosfera, levantando de baixo pra cima, o ar quente, que é mais leve. Com a subida da massa de ar quente e úmida, há um resfriamento da mesma,devido a altitude, que ao encontrar núcleos de condensação, a água no estado gasoso se condensa e forma a precipitação. São, geralmente, de média intensidade, grande duração e atingem grandes áreas[9]. Há dois tipos de chuvas frontais: a frente fria (encontro da massa de ar frio com a de ar quente e úmida) e a frente quente (o oposto, o encontro da massa de ar quente e úmida com a massa de ar frio.)Momentos antes da queda de uma chuva frontal em Piracicaba (SP), em 10 de maio de 2023. Houve registro apenas de uma garoa fina

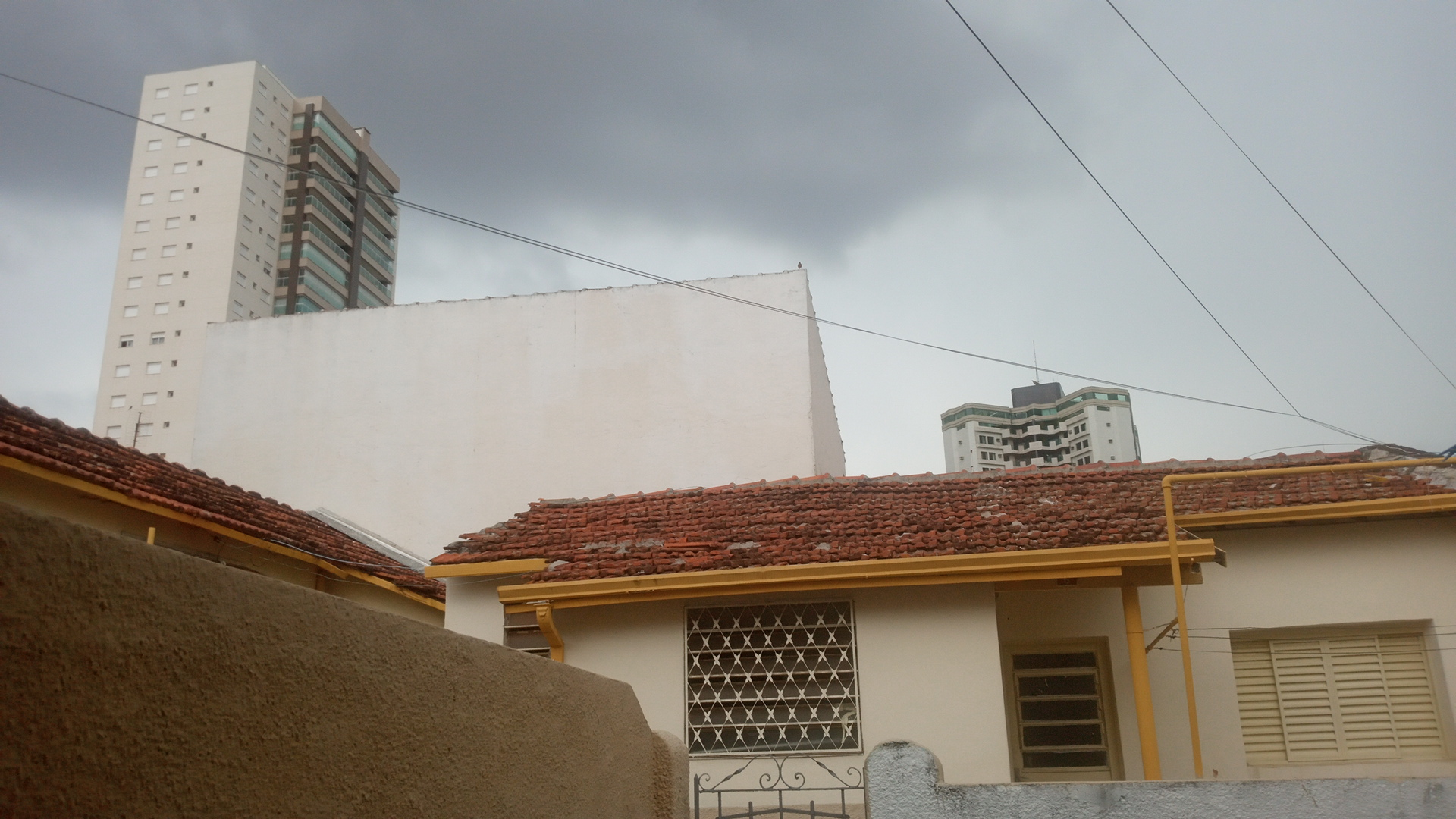
Momentos antes da queda de uma chuva frontal em Piracicaba (SP), em 10 de maio de 2023. Houve registro apenas de uma garoa fina

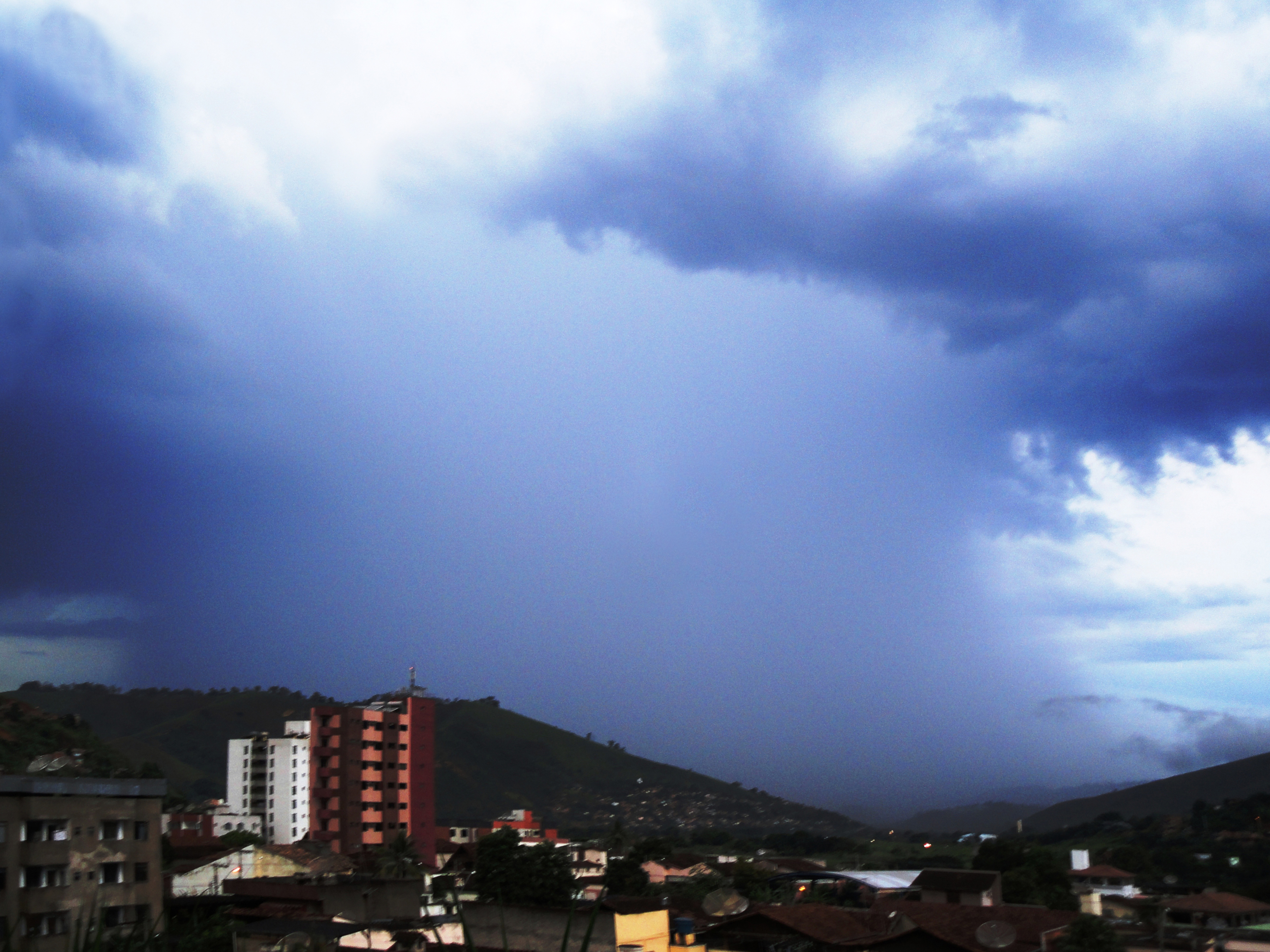
Exemplo de chuvas de convecção no município de Coronel Fabriciano, no estado de Minas Gerais, Brasil

- Chuvas de convecção ou convectivas são também chamadas de "chuvas de verão". São provocadas por intensa evapotranspiração de superfícies úmidas e aquecidas (como florestas, cidades e oceanos tropicais) acrescida de convergência do vento horizontal. Chuvas convectivas em geral estão associadas às nuvens cúmulo-nimbo de grande desenvolvimento vertical. O ar ascende em parcelas de ar, que se resfriam de forma praticamente adiabática (sem trocar calor com o meio exterior) durante sua ascensão. Precipitação convectiva é comum no verão brasileiro, na Floresta Amazônica e no Centro-Oeste. Na região Nordeste, exceto nas áreas litorâneas e sobre a Região Metropolitana do Rio de Janeiro (RMRJ). Também ocorrem tempestades convectivas associadas a entrada de brisa marítima ao final da tarde com graves consequências sobre as centenas de áreas de risco ambiental. Estas chuvas também são conhecidas popularmente como "pancadas de chuva", "aguaceiros" ou "torós". São, geralmente, de grande intensidade, pequena duração e atingem pequenas áreas. Quando maiores e de duração superior a uma hora pode indicar agrupamento de tempestades ou mesmo super-células (grandes tempestades com ventos intensos e forte precipitação)[9]podendo inclusive, formar tornados.
- Chuvas orográficas, estacionais, de serra ou de relevo ocorrem quando os ventos úmidos se elevam e se resfriam pelo encontro de uma barreira montanhosa, como é normal nas encostas voltadas para o mar.[9]

As gotas de chuva não seguem a mesma formação que as gotas de água que caem de uma bica ou de uma torneira.
As menores, com menos de 1 milímetro de raio, na verdade são esféricas. As que crescem mais, começam-se a deformar na parte de baixo, porque a pressão do ar puxando para cima na queda começa a conseguir contrariar a tensão superficial que a tenta manter esférica. Quando o raio excede a cerca de 4 milímetros, o buraco interior cresce tanto que a gota, antes de se partir em gotas menores, adquire uma forma semelhante à de um paraquedas, ou seja, a forma de um saco de paredes finas voltado para baixo, com um anel mais grosso de água em roda da abertura inferior.
As gotas de chuva são muito maiores do que as gotículas das nuvens, que são geralmente menores que 15 micra e podem ficar suspensas no ar por muito tempo. Já as gotas de chuva, por serem muito maiores e mais pesadas, não podem ficar suspensas no ar e, portanto, ocorre a precipitação.

## Intensidade
Consoante a intensidade (ou taxa) da precipitação, esta é qualificada da seguinte forma:
- Chuva fraca: quando a intensidade é inferior a 2,5 milímetros por hora (mm/h);
- Chuva moderada: quando a intensidade é igual ou superior a 2,5 mm/h mas inferior a 10 mm/h;
- Chuva forte: quando a intensidade é igual ou superior a 10 mm/h mas inferior a 50 mm/h;
- Chuva violenta: quando a intensidade é superior a 50 mm/h (geralmente sob a forma de aguaceiros).

Para calcular a quantidade de milímetros por hora, basta dividir a precipitação (em milímetros) pela duração em horas.
Exemplo: choveu 10 mm em um período de 6 minutos. Logo: 10 ÷ 0,1 = 100 mm/h, o que é classificado como uma chuva violenta.

## Impacto

### Sobre a agricultura

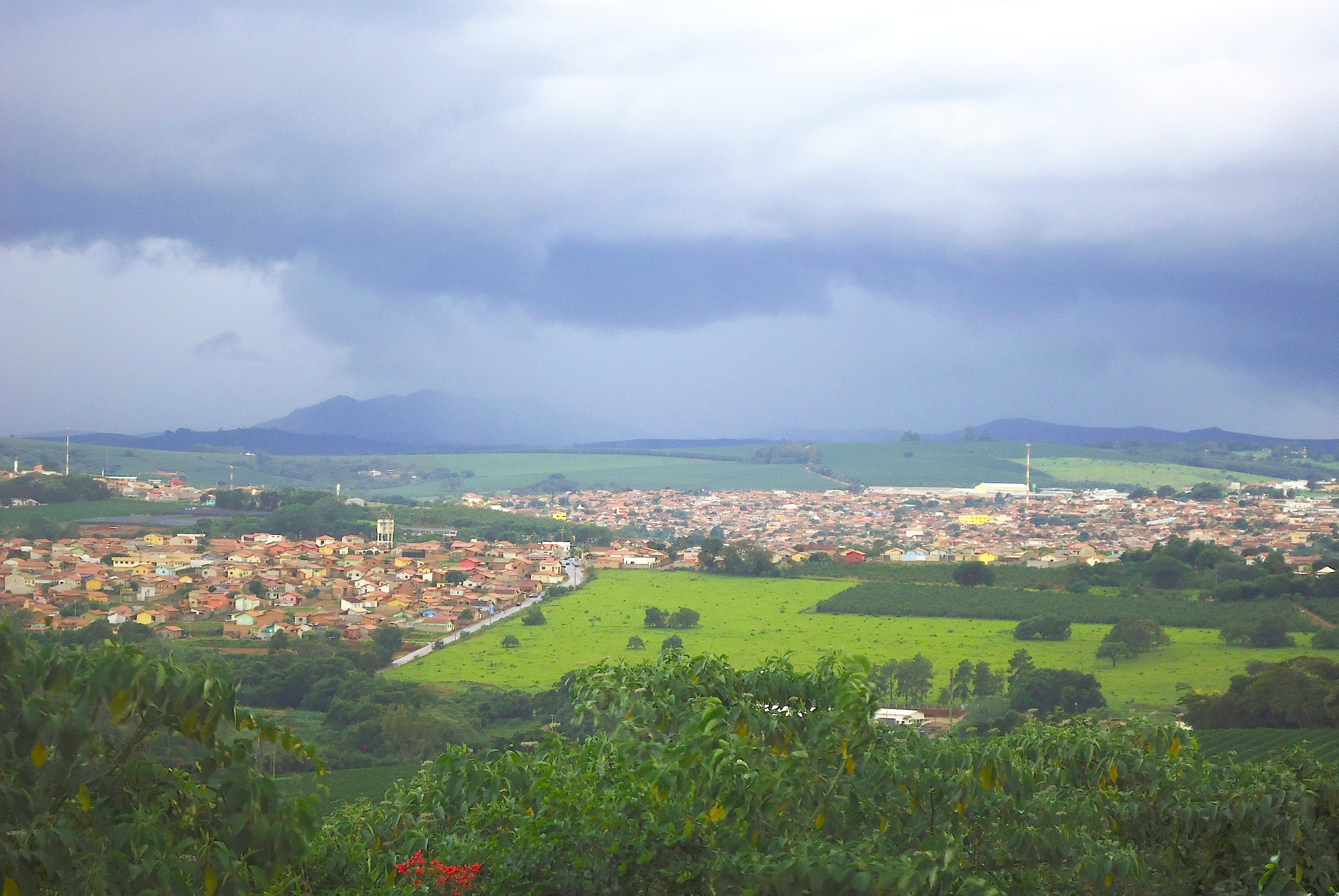
Chuva em Três Pontas, no sul de Minas Gerais, importante região produtora de café

A chuva tem um efeito dramático sobre a agricultura. Todas as plantas precisam de pelo menos um pouco de água para sobreviver, portanto a chuva (sendo os meios mais eficazes de irrigação) é importante para a agricultura. Enquanto um padrão de chuva regular é geralmente vital para saudáveis plantas , muito ou pouca chuva pode ser prejudicial. A Seca pode matar culturas, provocar erosões, enquanto o tempo excessivamente úmido pode causar outros problemas. As plantas precisam de diferentes quantidades de chuva para sobreviver. Por exemplo, alguns cactos necessitam de pequenas quantidades, enquanto as plantas tropicais podem precisar de até centenas de centímetros de chuva por ano para sobreviver.
Em áreas com estações secas e úmidas, os nutrientes diminuem e a erosão aumenta durante a estação chuvosa. Os animais têm adaptação e sobrevivência estratégicas para o regime mais úmido. Os países em desenvolvimento têm notado que as suas populações mostram flutuações sazonais de peso devido à escassez de alimentos observados antes da primeira colheita, que ocorre no final da estação chuvosa. A chuva pode ser colhida através do uso de tanques de águas pluviais; tratada para uso potável ou para irrigação. O excesso de chuvas durante curtos períodos de tempo pode causar inundações.

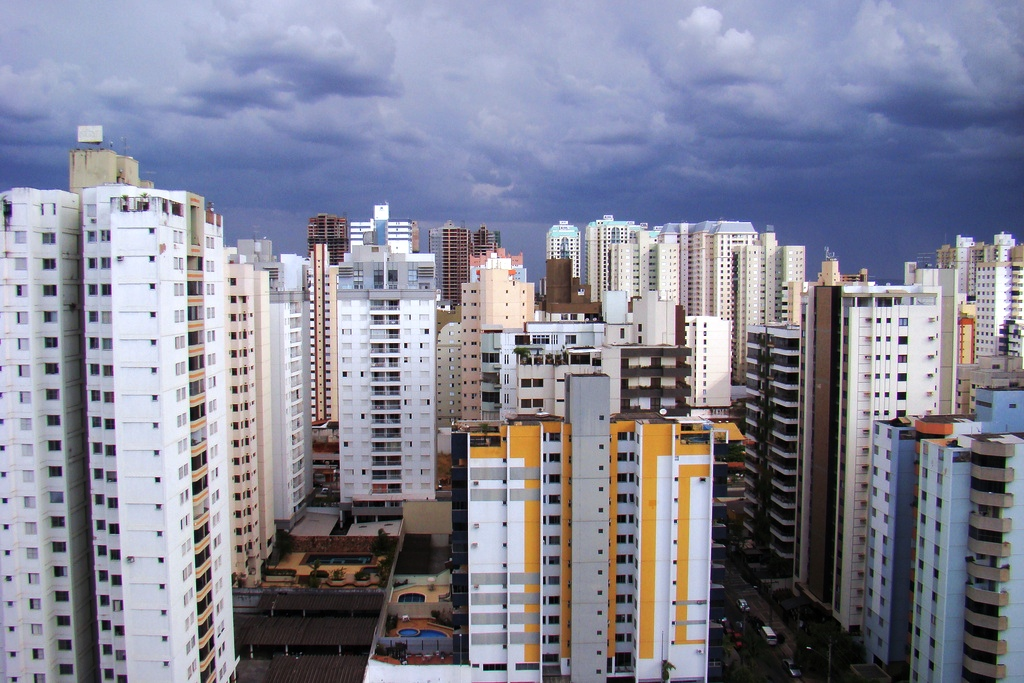
Nuvens carregadas se aproximando de Goiânia, em Goiás, Brasil

### Na cultura
As culturas relacionadas à chuva diferem em todo o mundo. A chuva tanto pode trazer alegria como relaxamento. Em locais secos, como a Índia, ou durante períodos de seca, a chuva eleva o humor das pessoas. Em Botswana, a chuva é usada como o nome da moeda nacional (o pula, "chuva" em tsuana), em reconhecimento da importância econômica da chuva neste país desértico. Várias culturas têm desenvolvido meios de lidar com a chuva e têm desenvolvido inúmeros dispositivos de proteção contra ela, tais como guarda-chuvas, calhas, entre outros. Muitas pessoas acham o cheiro durante e imediatamente após a chuva agradável ou distintivo (o cheiro pode ser devido ao ozônio formado pelos relâmpagos; a bactérias do solo; ou a óleos secretados por plantas).

## El Niño e La Niña
O El Niño e La Niña são fenômenos climáticos relacionados às variações periódicas nas temperaturas da superfície do oceano Pacífico tropical e têm um impacto significativo no clima global.  

### El Niño
É um fenômeno climático que resulta da elevação das temperaturas na região do oceano Pacífico, com origem na costa oeste da América do Sul, especialmente no Peru. Essa mudança anormal na temperatura oceânica desencadeia significativas alterações nos padrões climáticos em todo o mundo, principalmente nas regiões tropicais. O El Niño causa variações nos padrões de temperatura e chuva. No Brasil, ele provoca chuvas intensas no Sul e secas severas no Norte e Nordeste.

### La Niña
É um fenômeno natural que envolve a diminuição da temperatura da superfície das águas do Oceano Pacífico Tropical Central e Oriental. Isso gera mudanças significativas nos padrões de precipitação e temperatura em todo o mundo. Durante a La Niña, os ventos ascendentes ocorrem no Pacífico Central e Ocidental, com ventos descendentes no oeste da América do Sul. Isso está associado à chamada Célula de Walker, que controla a circulação atmosférica sobre o oceano.
Em situações normais, os ventos alísios intensos mantêm as águas mais quentes no Pacífico Equatorial Oeste. No entanto, durante a La Niña, ocorre um aumento no afloramento de águas mais frias, e a camada de água quente é empurrada para oeste. Isso alonga a Célula de Walker e tem efeitos climáticos globais. 
Ambos os fenômenos, El Niño e La Niña, têm impactos complexos e variados em diferentes regiões do mundo. Eles são monitorados de perto por agências meteorológicas e climatologistas para ajudar na previsão de eventos climáticos extremos e na tomada de decisões em agricultura, gestão de recursos hídricos e preparação para desastres naturais.